# 札幌市交通局M100形電車
札幌市交通局M100形電車（さっぽろしこうつうきょくM100がたでんしゃ）・Tc1形電車（Tc1がたでんしゃ）は、札幌市交通局が1961年（昭和36年）に導入した札幌市電の路面電車車両である。

## 概要
1961年（昭和36年）7月21日よりラッシュアワーの輸送力増強用として試験的に導入された。分離可能な連結車で、通称は「親子電車」。
日本の親子電車は戦中・戦後に代用付随車を牽いていたが、新製の専用トレーラーを用意した例は札幌市電が唯一である。
親となる両運転台形のM100形・M101号と、子となる片運転台形のTc1形・Tc1号の1編成、計2両が日本車輌製造で製造された。登場当時の「広報さっぽろ」や車内告知などでは「親子電車」と紹介されたが、現場では「エム・ティーシー（M・Tc）」と呼ばれていた。
混雑時は親子を連結した2両編成で、閑散時はM100形の単行で使用する計画で製造された。M101の連結装置（棒連結器受け）と前面中央のジャンパ連結器は車両両側に設けられており、単独使用中の方向転換にも対応できる。投入路線は特に混雑の激しい「2系統」となるため、鉄北線に存在する、国鉄札幌駅構内を横断する陸橋（通称おかばし）の勾配に対応した登坂性能を確保する必要があった。そのため、トレーラーであるTc1形の運転台側台車にもモーターが1台装備されているが、集電装置を持たずM100形から電力の供給を受ける必要があるため、単独運転はできない。
「札幌スタイル」を確立した日立製の330形とは異なる丸みの少ない車体で、そのデザインテイストは、同じ日車製でエム・ティーシーの発展型ともいえる連接車、A800形、A810形に受け継がれた。系統表示灯をはさみ、2灯とも前面窓下に配置された前照灯と、両開き式の中扉は、どちらも札幌市電としては初めての採用である。Tc1形の前扉は運転台側にのみに設けられており、連結面側が先頭となるサイドには中扉しかない。常に、前の車両は運転手と車掌の2人、後ろの車両は車掌1人の3人乗務となる。
実際には朝夕の連結・開放に手間がかかるため、常に連結状態で運用されていた。それゆえ増備はされず、連接車（札幌市交通局では、分離できない連接車も「連結車」と呼ぶ）の本格導入へと計画自体が変更された。連接車の登場以降は、2両が非貫通であることから運賃収受方法を連接車と共通にできないうえ、上記のように両方の車両に車掌が乗務する必要があって人件費もかかるため、1970年（昭和45年）10月に分離の上、M101は継続使用のためワンマン化改造を受け、自走ができないTc1は廃車された。連結の必要がなくなったことで、M101の棒連結器受けとジャンパ連結器は撤去されている。
M101は1990年代後半に330形に続いて3300形と同様の車体に更新される計画があったが、電動機出力が大きく両開き扉が有効であるため、実施されなかった。塗色も他車が「STカラー」と呼ばれるバークグリーンとライトアイボリーの塗り分けに変更される中、職員の手塗りによって最後までデザートイエローとダークグリーンの旧塗色で残っていた。また2021年の時点で札幌市交通局が所有する地下鉄を含めた車両全体で、唯一握り手が丸型（輪）の吊革を設置していた。2017年（平成29年）時点では、整備に必要な交換部品を廃車となった車両から調達する、いわゆる「共食い整備」が行われていた。2020年（令和2年）時点では「動態保存」と紹介されるケースもあった。
2017年（平成29年）時点では、大規模改修を実施すればあと10年程度走行可能とされたが実施されず、2021年（令和3年）7月、同年10月31日を最後に営業運転を終了することが発表された。しかし、引退前日の10月30日に乗用車と衝突する事故を起こし、修理と試運転のため、最終日となる10月31日は当初7時からだった運行開始が13時からとなった。
M101は引退後、札幌市交通資料館にTc1と共に展示されている。

## 改造
集電装置
製造当初はビューゲルであったが、後にZ形パンタグラフに換装された。また、Tc1にもトロリーコンタクター操作の必要からビューゲルが設けられていたが、不要となったため撤去された。
車体更新
1981年（昭和56年）に車体更新が実施された。同時に正面バンパー下部のスカート形状が変更された。
2015年（平成27年）に車体先頭の行先表示器がLED化された。

## 保存車
Tc1は1971年（昭和46年）10月に廃車となり、幌北（ほろきた）車庫で保管後、1975年（昭和50年）から札幌市交通資料館に静態保存されている。2020年（令和2年）8月29日には、札幌塗装工業協同組合青年部会により、塗装の塗り直しが行われた。この際、現役時にはなかった白帯が追加された。M101は2021年10月に引退となり、電車事業所内で保管後、2022年から札幌市交通資料館に、Tc1と同じように静態保存されている。

## 主要諸元
| 諸元            | M100形                 | Tc1形                                     |
| --------------- | ---------------------- | ----------------------------------------- |
| 全長            | 12,000 mm              | 11,200 mm                                 |
| 全幅            | 2,230 mm               | 2,230 mm                                  |
| 全高            | 3,810 mm               | 3,515 mm                                  |
| 自重            | 13.8 t                 | 11.0 t                                    |
| 定員            | 96名                   | 100名                                     |
| 出力・ 駆動方式 | 40.0 kW×2・ 吊り掛け式 | 40.0 kW×1・ 吊り掛け式                    |
| 台車型式        | 日本車輌製造N-104形    | N104形（運転台側）・ N104-T形（連結面側） |